# جین مورگان (زاده ۱۸۹۳)
جین مورگان (انگلیسی: Gene Morgan؛ ‏ ۱۲ مارس ۱۸۹۳ – ۱۳ اوت ۱۹۴۰) بازیگر اهل ایالات متحده آمریکا بود.
از فیلم‌هایی که وی در آن نقش داشته‌است، می‌توان به نخاله‌ها در دریا، منشی همه‌کاره او، راهی به فردا ساختن، نبرد قرن، لحظه سرنوشت‌ساز، آقای اسمیت به واشینگتن می‌رود، ملاقات با جان دو و از صفر تا صد اشاره کرد.